# Даніеле Берретта
Даніеле Берретта (італ. Daniele Berretta, нар. 8 березня 1972, Рим) — італійський футболіст, що грав на позиції півзахисника. По завершенні ігрової кар'єри — тренер.

## Клубна кар'єра
Народився 8 березня 1972 року в місті Рим. Вихованець футбольної школи клубу «Рома». 1990 року був переведений до основної команди, але заграти не зумів і здавався в оренди в клуби «Віченца» та «Кальярі», а з 1997 року три сезони грав у останній команді на повноцінній основі.
Після конфлікту з тренером клубу «Кальярі» Джанфранко Беллотто, він перейшов у «Аталанту», де провів три сезони, після чого перейшов у «Анкону», з якою зайняв останнє місце у Серії A 2003—2004.
Завершив професійну ігрову кар'єру у клубі «Брешія», за який виступав протягом 2004—2006 років. Всього за кар'єру зіграв 12 сезонів (240 ігор, 19 голів) у Серії А.

## Виступи за збірну
1994 року залучався до складу молодіжної збірної Італії, з якою став молодіжним чемпіоном Європи 1994 року у Франції. Всього на молодіжному рівні зіграв у 5 офіційних матчах.

## Досягнення
- Чемпіон Європи (U-21): 1994